# Mesochorus concolor
Mesochorus concolor är en stekelart som beskrevs av Szepligeti 1914. Mesochorus concolor ingår i släktet Mesochorus och familjen brokparasitsteklar. Inga underarter finns listade i Catalogue of Life.